# Куб
 Тази статия е за платоновото тяло.  За многостена по броя на стените вижте Шестостен.  
Куб или хексаедър е стереометрична фигура, правилен многостен, който има:
- шест еднакви ограничителни повърхности (стени) с формата на квадрат;
- дванадесет ръба с еднаква дължина;
- осем върха, във всеки от които се срещат по три от ограничителните повърхности на куба.

Кубът е частен случай на паралелепипеда, призмата и ромбоедъра. Поради съвършената си симетрия той е едно от петте платонови тела.

## Повърхнина и обем на куб
Разглеждаме куб със страна а и диагонал d.
| Формули за куб (хексаедър) | Формули за куб (хексаедър)                                           | Формули за куб (хексаедър) |
| -------------------------- | -------------------------------------------------------------------- | -------------------------- |
| Обем                       | {\displaystyle V\,=\,a^{3}\,=\,a.a.a}                                |                            |
| Повърхнина                 | {\displaystyle S\,=\,6\,a^{2}\,=\,6\,a.a}                            |                            |
| Външен радиус              | {\displaystyle r_{u}\,=\,{\frac {\sqrt {3}}{2}}\,a\approx 0{,}87\,a} |                            |
| Вътрешен радиус            | {\displaystyle r_{i}\,=\,{\frac {1}{2}}\,a}                          |                            |
| Дължина на диагонала       | {\displaystyle d\,=\,{\sqrt {3}}\,a\approx 1{,}73\,a}                |                            |

## Свойства на куба
- В куб може да се впише тетраедър по два начина, при това четирите върха на тетраедъра съвпадат с четирите върха на куба. Всичките шест ръба на тетраедъра лежат на шестте стени на куба и са равни на диагоналите на стените квадрати.
- Четирите сечения на куба са правилни шестоъгълници – тези сечения минават през центъра на куба перпендикулярно на четирите му диагонали.

- В куб може да се впише октаедър, при това всичките шест върха на октаедъра съвпадат с центровете на шестте стени на куба.
- Около куб може да се опише октаедър, при това всичките осем върха на куба се намират в центровете на осемте стени на октаедъра.
- В куб може да се впише икосаедър, при което шестте взаимно успоредни ръба на икосаедъра лежат съответно на шестте стени на куба, останалите 24 ръба са вътре в куба. Всичките дванадесет върха на икосаедъра лежат на шестте стени на куба.

## Аналози
Аналогът на куба в 4-мерното евклидово пространство се нарича тесеракт, а в n-мерното евклидово пространство – n-мерен куб или хиперкуб.

## Друго значение
Думата „куб“ се използва и като „трета степен“. Оттам прилагателното „кубичен“ се използва при триизмерни мерни единици, които често се съкращават на „кубик“ (кубичен сантиметър – cm³ или кубичен метър – m³).